# مجموعة أوكوما
مجموعة أوكوما (باليابانية: オークマ株式会社) مجموعة هندسية مقرها في مدينة أغوشي، آيتشي، اليابان. لدى المجموعة حصة سوقية عالمية في أدوات ماكينات التحكم الرقمي كالمخارط، ماكينات الليزر، والراوتر وشركات تصنيع الآلات. تصنع الشركة أيضا أجهزة التحكم الآلي كمحولات التردد ومحركات السيرفو.
تم إدراج الشركة في بورصة طوكيو للأوراق المالية كجزء من مؤشر أسهم نيكاي 225.

## التاريخ
تم تأسيس الشركة في عام 1898، باسم أوكوما نولدز للألات لتصنيع وبيع آلات صنع النودلز من قبل إيشي أوكوما. بدأ أوكوما شركته بمحاوله جعل الأودون أكثر فعالية باستخدام المخرطة لصنع العصى لما لها من دور في تقطيع المعكرونة. لكن مع افتقار المخارط المستخدمة في اليابان في تلك الفترة للدقة اللازمة بدأ أوكوما بتصنيع المخارط وأدواته بنفسه.
في عام 1918، أنشا أوكوما الشركة بصورتها الحالية وبدأ ببيع أنظمة التشغيل. وبذلك تمتلك أوكوما خبرة أكثر من 100 عام في تصنيع المخارط وماكينات التحكم العددي CNC.

## التطور التكنولوجي
في حين يعتمد معظم مصنعي الألات بوجه عام وماكينات التحكم الرقمي بشكل خاص على تعاونهم مع شركات مثل فانوك، ميتسوبيشي إلكتريك، سيمينز وهيدينهان فقط، بدأت بعض الشركات مثل مازاك وأوكوما وهاس في تطوير تلك الآلات وعدم الاكتفاء بتصاميم الشركات الكبرى. لكن تميزت أوكوما بعد ذلك بفلسفتها التي تنص على المصدر الواحد التي تتبع فيها توفير جميع الأجهزة والأدوات والبرامج اللازمة لخطوط الإنتاج.
أطلقت الشركة اسم OSP على أنظمة تحكمها. توفر أنظمة الشركة نظام الدائرة المغلق حيث تعتمد على الإشارة الراجعة، قدمت أيضا طرق للتعويض الحراري لتجنب تشوه الأبعاد ومنع التداخل.

## وصلات خارجية
- الموقع الرسمي لمجموعة أوكوما.
- مجموعة أوكوما العالمية.
- مجموعة أوكوما على جوجل الإقتصادي.